# Rejon ordżonikidzewski (Jekaterynburg)
Rejon ordżonikidzewski w Jekaterynburgu (ros. Орджоники́дзевский район) – jeden z rejonów rosyjskiego miasta Jekaterynburg. Jest on zamieszkany przez największą liczbę mieszkańców. 

## Historia
Rejon ordżonikidzewski położony jest na północnych rubieżach Jekaterynburga, zajmuje on powierzchnię 102 kilometrów kwadratowych i obecnie liczy 293 804 mieszkańców. Pomysły rozwoju tego obszaru miasta pojawiły się już w latach dwudziestych XX wieku, gdy został on uwzględniony w miejskim planie pięcioletnim. Miała to być dzielnica typowo przemysłowa, na której terenie koncentrować się miały zakłady produkujące maszyny i części maszynowe, a 6 września 1927 roku postanowiono zlokalizować tu fabrykę sprzętu wojskowego. Przez następne lata zbudowano tu wielkie kombinaty, m.in. Urałmasz, co wymagało stworzenia zaplecza dla tych fabryk, w ten sposób ogromne środki przeznaczono na rozwój budownictwa mieszkaniowego. Nazwy ulic rejonu odwzorowywały nową sowiecką rzeczywistość miasta i Rosji, były to m.in. ulice Siergieja Kirowa, Wiaczesława Mołotowa, Włodzimierza Lenina, Józefa Stalina, Aleksieja Stachanowa czy Czerwonych Przodowników. W 1931 roku powstającej dzielnicy nadano imię Józefa Stalina. Dystrykt ten jako samodzielny podmiot utworzono w 1934 roku w wyniku podziału stalinowskiego rejonu, a decyzja ta została oficjalnie zatwierdzona 17 maja 1935 roku. Nazwany został na cześć jednego z bolszewickich działaczy, Sergo Ordżonikidzego. Agresja Niemiec na ZSRR sprawiła, że rejon zaczął się intensywnie rozwijać. Ewakuowano tu kilkanaście zakładów z zachodnich rubieży Związku Radzieckiego, a sama dzielnica stała się centrum przemysłu wojskowego w mieście, produkowano tu mnóstwo sprzętu, m.in. czołgi, a także słynne katiusze. W czasie wojny do rejonu napłynęło 26 tysięcy ewakuowanych z zachodu robotników, a także ludności cywilnej. Ogółem 24 tysiącom mieszkańców rejonu nadano Medal „Za ofiarną pracę w Wielkiej Wojnie Ojczyźnianej 1941–1945”. Po wojnie dzielnica w dalszym ciągu dynamicznie się rozwijała, co miało związek z wielkimi zakładami przemysłowymi zlokalizowanymi na jej obszarze. W 1948 roku została ona włączona do jekaterynburskiej sieci tramwajowej. W 1953 roku zbudowano Pałac Kultury, a w 1959 roku w jej obręb włączono rejon kujbyszewski. W latach sześćdziesiątych powstają linie trolejbusowe, a w latach 1971-1975 oddano do użytku prawie 120 tysięcy metrów kwadratowych powierzchni mieszkaniowej. Po rozpadzie Związku Radzieckiego spadła dynamika inwestycji przemysłowych, ale dzielnica w dalszym ciągu się przeżywała okres rozwoju, oddano do użytku m.in. kolejne stacje jekaterynburskiego systemu metra. W 1998 roku uruchomiona została prawosławna cerkiew Narodzenia Pańskiego. 

## Charakterystyka
Rejon ordżonikidzewski jest najgęściej zaludnioną dzielnicą miasta. Liczba ludności w rejonie w ostatnich latach rośnie. W 1989 roku żyło tutaj 287 445 ludzi. Kryzys końca epoki sowieckiej, a następnie trudne czasy transformacji jakie Federacja Rosyjska przechodziła w latach dziewięćdziesiątych doprowadziły do spadku i sprawiły, że w 2002 roku liczba ta wynosiła 261 985. W 2010 roku żyło tutaj 290 204 i 290 484 osób, a w 2012 roku liczba ta wynosi 293 804 mieszkańców. Rejon ordżonikidzewski dysponuje własną administracją rejonową, która ma za zadanie służyć lokalnej społeczności dzielnicowej. Na obszarze rejonu funkcjonuje wiele placówek kulturalnych, m.in. 10 bibliotek, 5 szkół muzycznych i artystycznych, 2 kina oraz 6 muzeów. W segmencie edukacyjnym swe siedziby mają 3 instytuty wyższej edukacji, 72 oddziały opieki przedszkolnej, 8 szkół specjalnych oraz 44 szkoły publiczne. Dzielnica dysponuje 17 placówkami opieki zdrowotnej, w tym szpitalami, przychodniami i specjalistycznymi klinikami. Znajdują się tu także obiektu kultu religijnego, m.in. cerkiew Narodzenia Pańskiego oraz św. Kseni z Petersburga, która położona jest na cmentarzu Wschodnim.

## Transport
Dzielnica znajduje się w strukturze nowosybirskich sieci  tramwajowej oraz autobusowej. Na obszarze ordżonikidzewskiego rejonu znajdują się trzy stacje Jekaterynburskiego Metra.
- Prospekt Kosmonautów
- Urałmasz
- Maszynostroitielej